# 糖廠街
糖廠街（英語：Tong Chong Street）是香港東區的一條街道，位於鰂魚涌近太古坊一帶。由於該處酒吧林立，又有「東區蘭桂坊」或「小蘭桂坊」之稱。
糖廠街是一條T字型的道路，西接英皇道，北接海堤街，南接濱海街。該道路因昔日座落於當地的太古糖廠而得名。

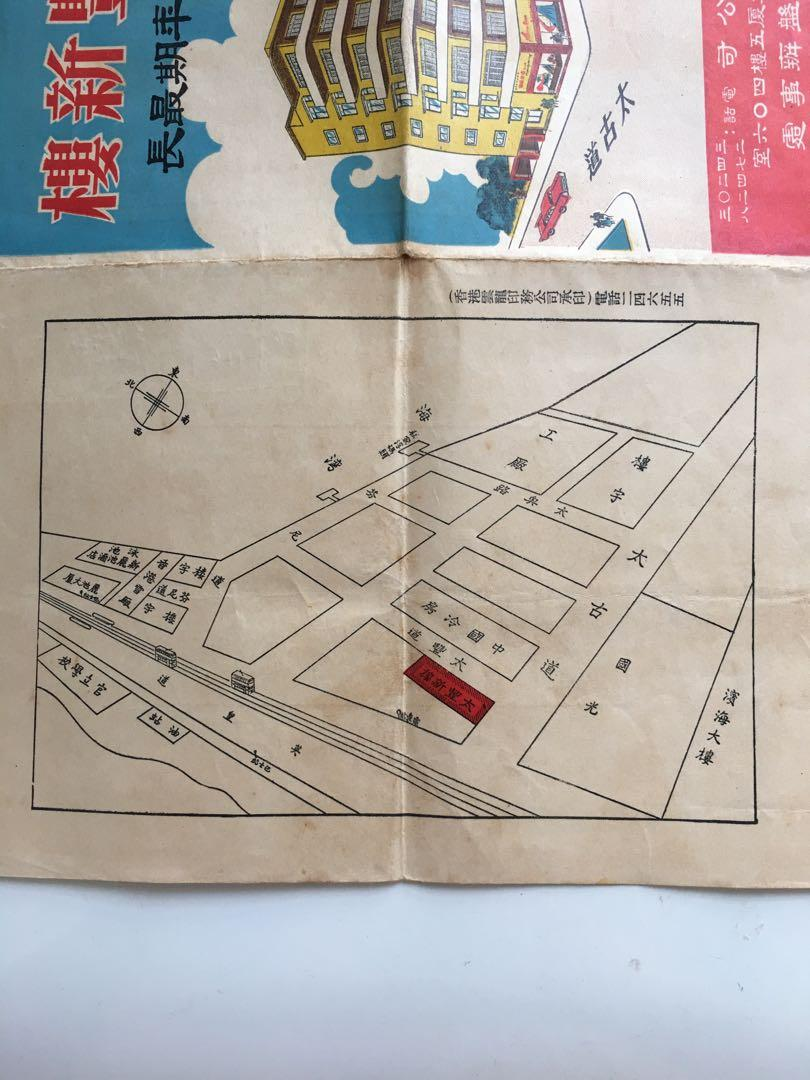
糖廠街前身為太古道。

## 收購重建
2022年6月25日，太古地產收購區內位於海灣街9至29號海灣新樓，以及海灣街31至39號與糖廠街33至41號的海傍大廈，樓齡均逾60年，現為9層高商住物業。太古早在逾10年前已展開收購行動。現終購入所涉8個地段的不可分割業權份數由80%至100%不等，遂正式向土審處申請強拍令。據文件內的估值報告指出，兩舊樓現市值共約12.0344億元。

## 環境

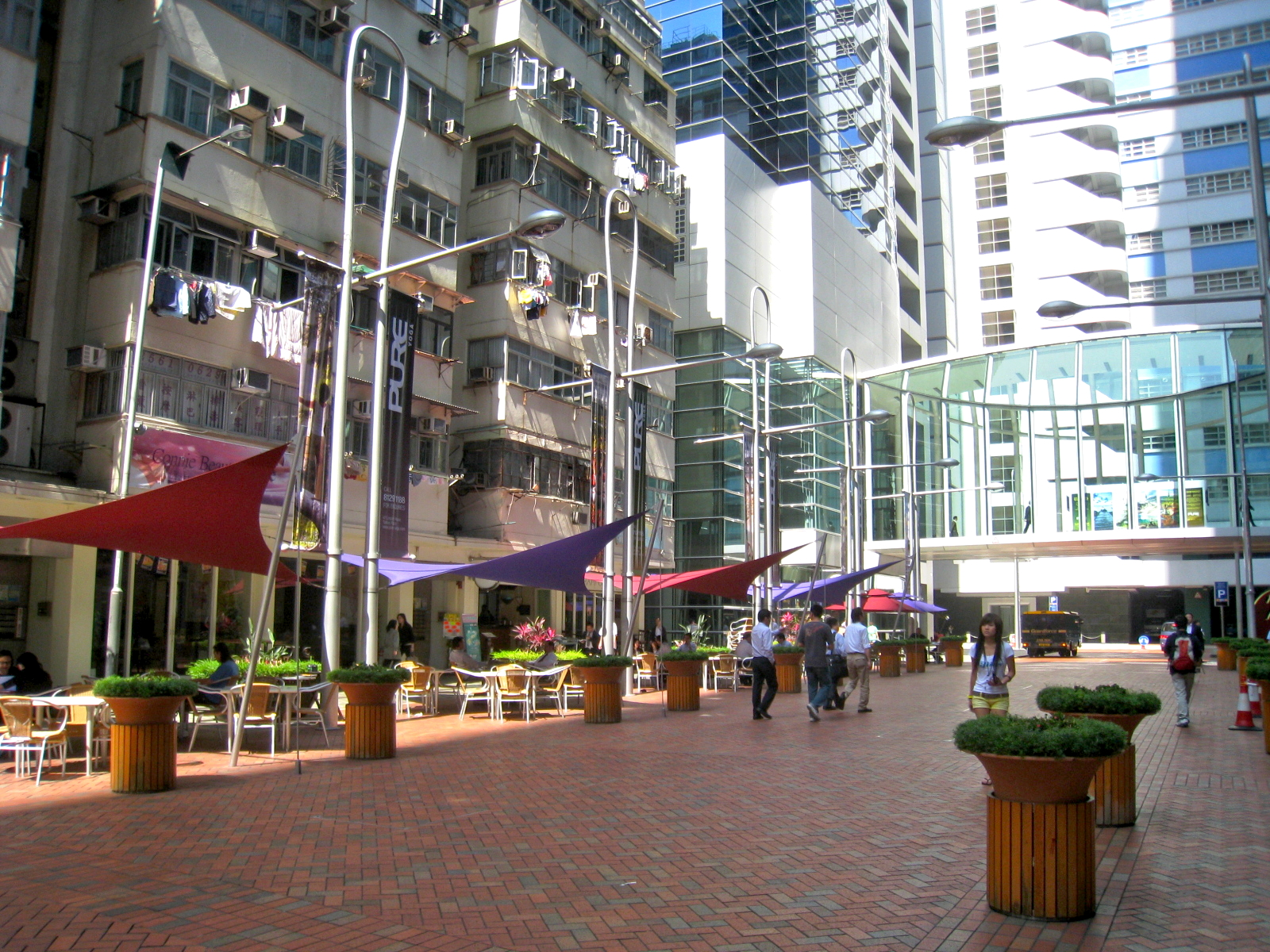
糖廠街地下設有不少露天食肆
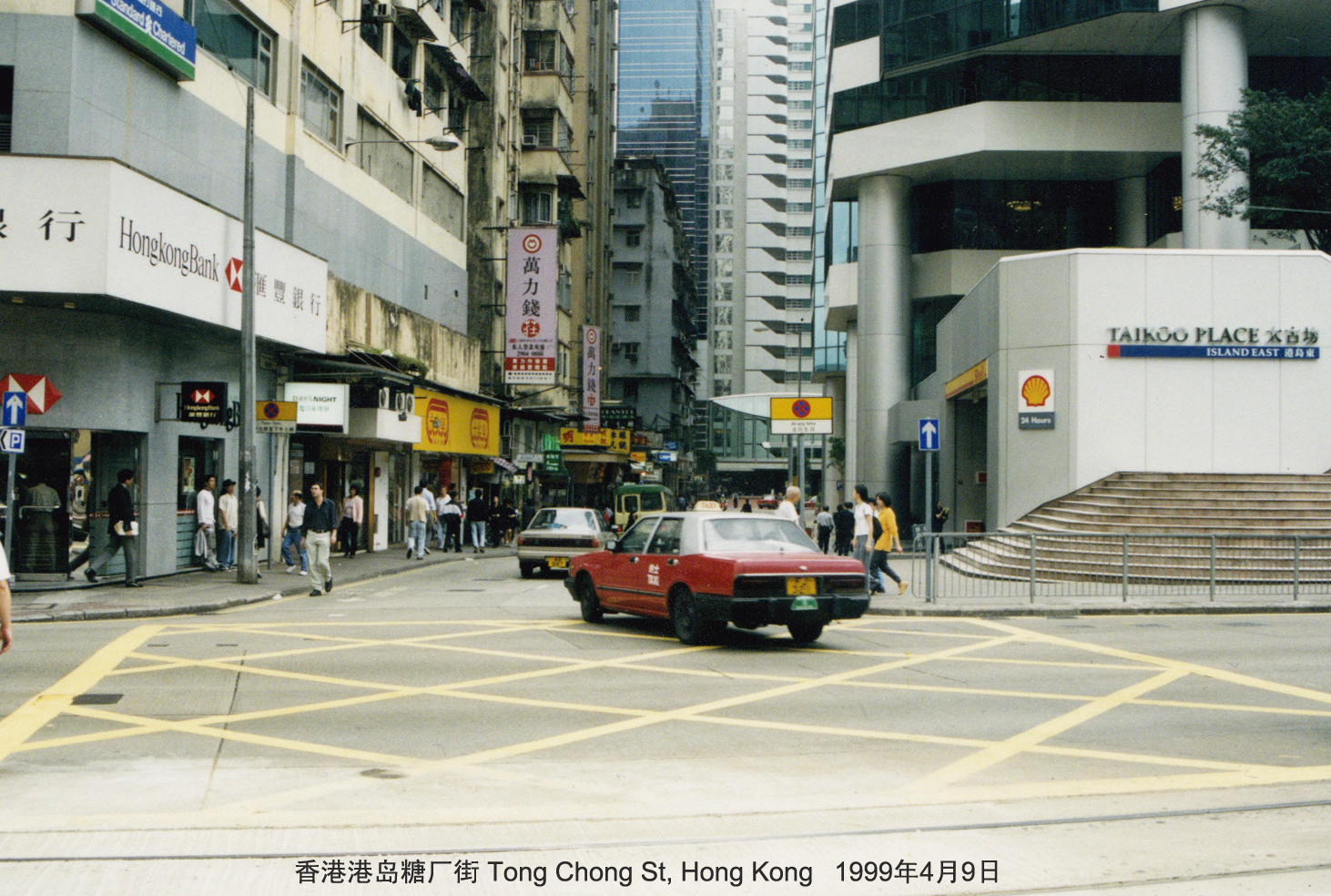
糖厂街 (1999年)
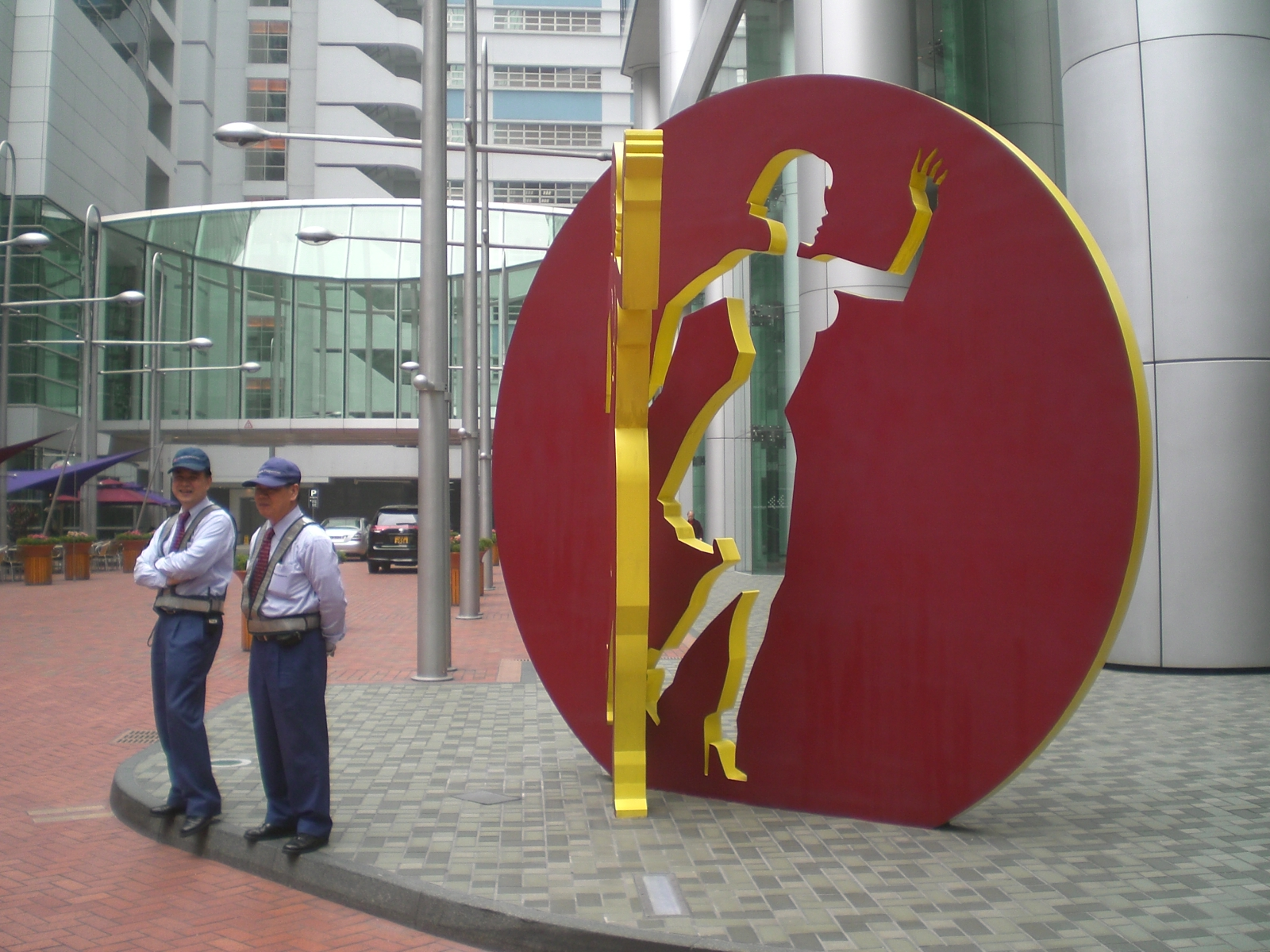
艾倫·瓊斯（英语：Allen Jones (artist)）的當代藝術作品
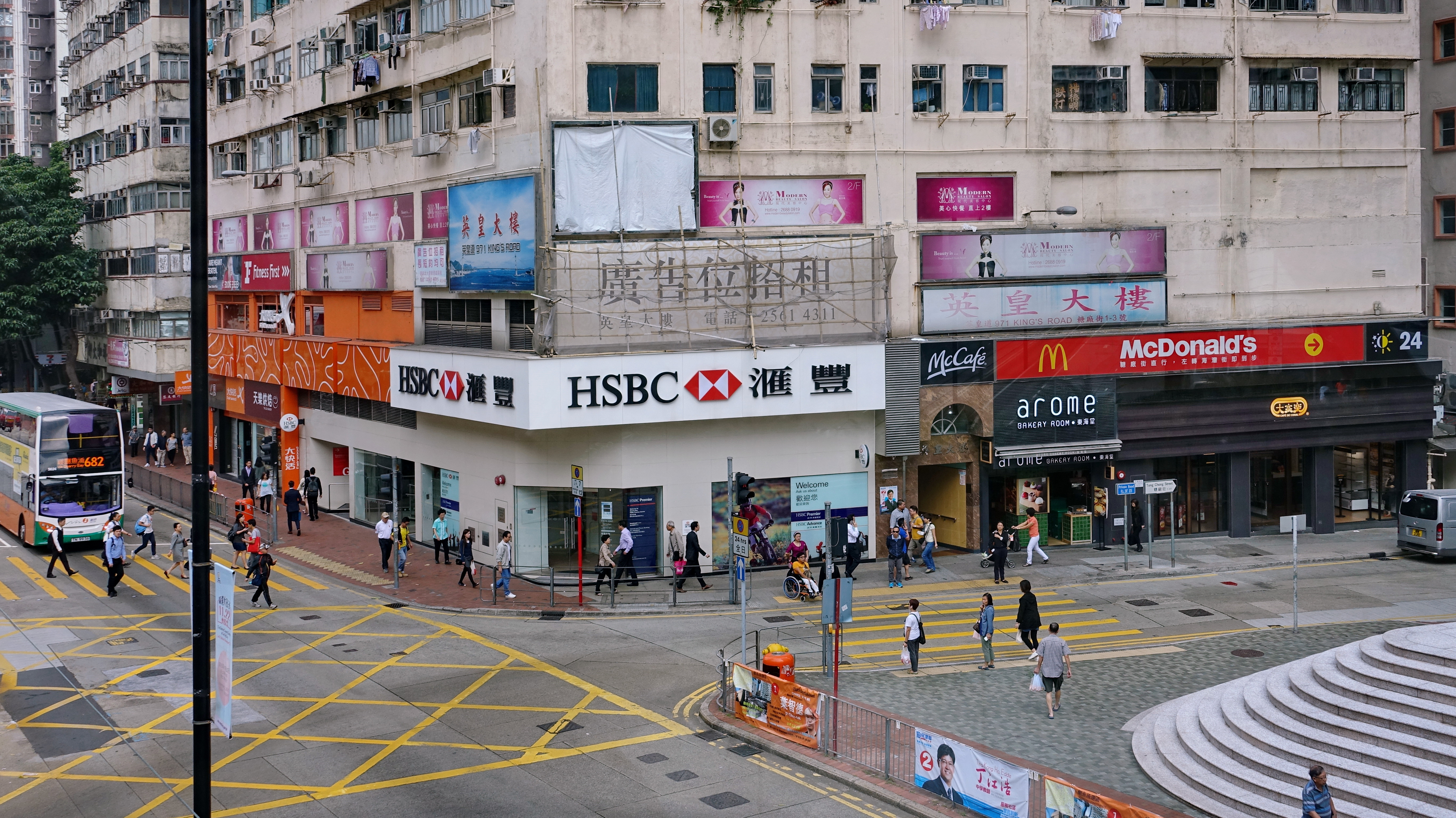
位於英皇道（左方）與糖廠街（右方）交界的英皇大樓